# Pemphigus mordwilkoi
Pemphigus mordwilkoi är en insektsart. Pemphigus mordwilkoi ingår i släktet Pemphigus och familjen långrörsbladlöss. Inga underarter finns listade i Catalogue of Life.